# San Pascual
|  | Per a altres significats, vegeu «San Pascual (Madrid)». |

San Pascual és un municipi de la província d'Àvila, a la comunitat autònoma de Castella i Lleó.
| 1991 | 1996 | 2001 | 2004 |
| ---- | ---- | ---- | ---- |
| 55   | 59   | 53   | 49   |